# Grand Prix automobile des Pays-Bas
Le Grand Prix automobile des Pays-Bas est une épreuve qui a compté pour le championnat du monde de Formule 1 entre 1952 et 1985. Il s'est toujours déroulé sur le circuit de Zandvoort, dessiné par le designer néerlandais John Hugenholtz. Les deux éditions 1939 et 1948, avant la création du championnat du monde, portaient le nom de Grand Prix de Zandvoort.
Les préoccupations en matière de sécurité, la mauvaise gestion financière du circuit dans les années 1970 et des contestations contre les nuisances sonores et environnementales font que le circuit est délaissé, après un dernier Grand Prix en 1985.
Le 14 mai 2019, le Grand Prix des Pays-Bas est annoncé de retour au calendrier du championnat du monde de Formule 1 dès 2020, après 35 ans d'absence, grâce notamment à la nouvelle ferveur du public néerlandais pour la Formule 1 depuis l’ascension de Max Verstappen. Cependant, l'édition 2020 est annulée le 28 mai 2020 en raison de la pandémie de Covid-19,. Le Grand Prix est reconduit au calendrier pour la saison 2021, où Max Verstappen s'impose devant ses dizaines de milliers de supporters.

## Palmarès
Les événements qui ne faisaient pas partie du championnat du monde de Formule 1 sont indiqués par un fond rose.
| Année     | Vainqueur                                 | Voiture                                   | Circuit                                   | Résultats                                 |
| --------- | ----------------------------------------- | ----------------------------------------- | ----------------------------------------- | ----------------------------------------- |
| 1939      | Daan Mortier                              | BMW                                       | Zandvoort                                 | Résultats                                 |
| 1940-1947 | Non couru                                 | Non couru                                 | Non couru                                 | Non couru                                 |
| 1948      | Prince Bira                               | Maserati                                  | Zandvoort                                 | Résultats                                 |
| 1949      | Luigi Villoresi                           | Ferrari                                   | Zandvoort                                 | Résultats                                 |
| 1950      | Louis Rosier                              | Talbot-Lago                               | Zandvoort                                 | Résultats                                 |
| 1951      | Louis Rosier                              | Talbot-Lago                               | Zandvoort                                 | Résultats                                 |
| 1952      | Alberto Ascari                            | Ferrari                                   | Zandvoort                                 | Résultats                                 |
| 1953      | Alberto Ascari                            | Ferrari                                   | Zandvoort                                 | Résultats                                 |
| 1954      | Non couru                                 | Non couru                                 | Non couru                                 | Non couru                                 |
| 1955      | Juan Manuel Fangio                        | Daimler-Benz                              | Zandvoort                                 | Résultats                                 |
| 1956-1957 | Non couru                                 | Non couru                                 | Non couru                                 | Non couru                                 |
| 1958      | Stirling Moss                             | Vanwall                                   | Zandvoort                                 | Résultats                                 |
| 1959      | Joakim Bonnier                            | BRM                                       | Zandvoort                                 | Résultats                                 |
| 1960      | Jack Brabham                              | Cooper-Climax                             | Zandvoort                                 | Résultats                                 |
| 1961      | Wolfgang von Trips                        | Ferrari                                   | Zandvoort                                 | Résultats                                 |
| 1962      | Graham Hill                               | BRM                                       | Zandvoort                                 | Résultats                                 |
| 1963      | Jim Clark                                 | Lotus-Climax                              | Zandvoort                                 | Résultats                                 |
| 1964      | Jim Clark                                 | Lotus-Climax                              | Zandvoort                                 | Résultats                                 |
| 1965      | Jim Clark                                 | Lotus-Climax                              | Zandvoort                                 | Résultats                                 |
| 1966      | Jack Brabham                              | Brabham-Repco                             | Zandvoort                                 | Résultats                                 |
| 1967      | Jim Clark                                 | Lotus-Ford                                | Zandvoort                                 | Résultats                                 |
| 1968      | Jackie Stewart                            | Matra-Ford                                | Zandvoort                                 | Résultats                                 |
| 1969      | Jackie Stewart                            | Matra-Ford                                | Zandvoort                                 | Résultats                                 |
| 1970      | Jochen Rindt                              | Lotus-Ford                                | Zandvoort                                 | Résultats                                 |
| 1971      | Jacky Ickx                                | Ferrari                                   | Zandvoort                                 | Résultats                                 |
| 1972      | Non couru                                 | Non couru                                 | Non couru                                 | Non couru                                 |
| 1973      | Jackie Stewart                            | Tyrrell-Ford                              | Zandvoort                                 | Résultats                                 |
| 1974      | Niki Lauda                                | Ferrari                                   | Zandvoort                                 | Résultats                                 |
| 1975      | James Hunt                                | Hesketh-Ford                              | Zandvoort                                 | Résultats                                 |
| 1976      | James Hunt                                | McLaren-Ford                              | Zandvoort                                 | Résultats                                 |
| 1977      | Niki Lauda                                | Ferrari                                   | Zandvoort                                 | Résultats                                 |
| 1978      | Mario Andretti                            | Lotus-Ford                                | Zandvoort                                 | Résultats                                 |
| 1979      | Alan Jones                                | Williams-Ford                             | Zandvoort                                 | Résultats                                 |
| 1980      | Nelson Piquet                             | Brabham-Ford                              | Zandvoort                                 | Résultats                                 |
| 1981      | Alain Prost                               | Renault                                   | Zandvoort                                 | Résultats                                 |
| 1982      | Didier Pironi                             | Ferrari                                   | Zandvoort                                 | Résultats                                 |
| 1983      | René Arnoux                               | Ferrari                                   | Zandvoort                                 | Résultats                                 |
| 1984      | Alain Prost                               | McLaren-TAG                               | Zandvoort                                 | Résultats                                 |
| 1985      | Niki Lauda                                | McLaren-TAG                               | Zandvoort                                 | Résultats                                 |
| 1986-2019 | Non couru                                 | Non couru                                 | Non couru                                 | Non couru                                 |
| 2020      | Annulé à cause de la pandémie de Covid-19 | Annulé à cause de la pandémie de Covid-19 | Annulé à cause de la pandémie de Covid-19 | Annulé à cause de la pandémie de Covid-19 |
| 2021      | Max Verstappen                            | Red Bull-Honda                            | Zandvoort                                 | Résultats                                 |
| 2022      | Max Verstappen                            | Red Bull                                  | Zandvoort                                 | Résultats                                 |
| 2023      | Max Verstappen                            | Red Bull-Honda RBPT                       | Zandvoort                                 | Résultats                                 |
| 2024      | Lando Norris                              | McLaren-Mercedes                          | Zandvoort                                 | Résultats                                 |
| 2025      |                                           |                                           | Zandvoort                                 | Résultats                                 |

### Classement des pilotes par nombre de victoires
| Nombre de victoires | Pilote             | Années                      |
| ------------------- | ------------------ | --------------------------- |
| 4 victoires         | Jim Clark          | - 1963 - 1964 - 1965 - 1967 |
| 3 victoires         | Jackie Stewart     | - 1968 - 1969 - 1973        |
| 3 victoires         | Niki Lauda         | - 1974 - 1977 - 1985        |
| 3 victoires         | Max Verstappen     | - 2021 - 2022 - 2023        |
| 2 victoires         | Louis Rosier       | - 1950 - 1951               |
| 2 victoires         | Alberto Ascari     | - 1952 - 1953               |
| 2 victoires         | Jack Brabham       | - 1960 - 1966               |
| 2 victoires         | James Hunt         | - 1975 - 1976               |
| 2 victoires         | Alain Prost        | - 1981 - 1984               |
| 1 victoire          | Daan Mortier       | 1939                        |
| 1 victoire          | Prince Bira        | 1948                        |
| 1 victoire          | Juan Manuel Fangio | 1955                        |
| 1 victoire          | Stirling Moss      | 1958                        |
| 1 victoire          | Joakim Bonnier     | 1959                        |
| 1 victoire          | Wolfgang von Trips | 1961                        |
| 1 victoire          | Graham Hill        | 1962                        |
| 1 victoire          | Jochen Rindt       | 1970                        |
| 1 victoire          | Jacky Ickx         | 1971                        |
| 1 victoire          | Mario Andretti     | 1978                        |
| 1 victoire          | Alan Jones         | 1979                        |
| 1 victoire          | Nelson Piquet      | 1980                        |
| 1 victoire          | Didier Pironi      | 1982                        |
| 1 victoire          | René Arnoux        | 1983                        |
| 1 victoire          | Lando Norris       | 2024                        |

| Pos. | Nations     | Victoires |
| ---- | ----------- | --------- |
| 1er  | Royaume-Uni | 12        |
| 2e   | France      | 6         |
| 3e   | Autriche    | 4         |
| 4e   | Italie      | 3         |
| 4e   | Australie   | 3         |
| 5e   | Pays-Bas    | 3         |
| 6e   | Thaïlande   | 1         |
| 6e   | Argentine   | 1         |
| 6e   | Suède       | 1         |
| 6e   | Allemagne   | 1         |
| 6e   | Belgique    | 1         |
| 6e   | États-Unis  | 1         |
| 6e   | Brésil      | 1         |

### Classement des constructeurs par nombre de victoires
| Nombre de victoires | Écurie       | Années                                                         |
| ------------------- | ------------ | -------------------------------------------------------------- |
| 9 victoires         | Ferrari      | - 1949 - 1952 - 1953 - 1961 - 1971 - 1974 - 1977 - 1982 - 1983 |
| 6 victoires         | Lotus        | - 1963 - 1964 - 1965 - 1967 - 1970 - 1978                      |
| 3 victoires         | McLaren      | - 1976 - 1984 - 1985                                           |
| 3 victoires         | Red Bull     | - 2021 - 2022 - 2023                                           |
| 2 victoires         | Talbot-Lago  | - 1950 - 1951                                                  |
| 2 victoires         | BRM          | - 1959 - 1962                                                  |
| 2 victoires         | Matra        | - 1968 - 1969                                                  |
| 2 victoires         | Brabham      | - 1966 - 1980                                                  |
| 1 victoire          | Maserati     | 1948                                                           |
| 1 victoire          | Daimler-Benz | 1955                                                           |
| 1 victoire          | Vanwall      | 1959                                                           |
| 1 victoire          | Cooper       | 1960                                                           |
| 1 victoire          | Tyrrell      | 1973                                                           |
| 1 victoire          | Hesketh      | 1975                                                           |
| 1 victoire          | Williams     | 1979                                                           |
| 1 victoire          | Renault      | 1981                                                           |

| Pos. | Nations     | Victoires |
| ---- | ----------- | --------- |
| 1er  | Royaume-Uni | 19        |
| 2e   | Italie      | 10        |
| 3e   | France      | 5         |
| 4e   | Allemagne   | 2         |
| 4e   | Autriche    | 2         |

## Record de la piste
Max Verstappen : 1 min 8 s 885 (2021, Red Bull Racing)